# 草深原
草深原（そうふけっぱら、そうふけばら）とは、千葉県印西市牧の台の千葉ニュータウン開発予定地内の草原のことで、環境省や千葉県指定の絶滅危惧種ホンドギツネなど136種を含む、多様で希少な生物が棲息する。関東では貴重な生態系とされ、「奇跡の原っぱ」とも呼ばれていた。環境保護運動が行われていたが、都市再生機構 (UR)による宅地開発で消失した。

## 地理
草深原は千葉県印西市の北総鉄道北総線・印西牧の原駅の北側に広がる草地と林（千葉ニュータウン21住区開発予定地内に存在）を指し、広さは約50ヘクタール（東京ドーム11個分）である。
周囲には下総台地と、亀成川の源流部にあたる台地上の宙水の泉に端を発し、それを刻む谷津とで構成されるこの地域特有の地形条件が残されている。

### 地形
近代までこの土地は、雑木林が占める高台（里山）と標高の低い湿地が交じり合う地形であったが、1969年から開始された千葉ニュータウンの開発とそれに伴う大規模な造成工事によって地形が大きく変化した。特に1970年代の大規模な造成工事では表層土（関東ローム層）をはがしてその下の粘土層（常総粘土層）をむき出しにし、また、里山を崩し、その土で湿地を埋めて、平坦な地形に替えられた。
その後近年の景気停滞の影響や人口減もあって、開発後40年ほどの間、宅地化への需要がみこめないため本格造成は行われていない。。

### 植生
温暖湿潤な日本では草原は放っておけば森となるが、草深原では大規模造成によって平地になった土地を土地所有者による草刈りなどの人間の管理を受けながら、樹木の茂りにくい特殊環境としての草原が維持された。むき出しとなった常総粘土層は、植物が育ちにくい荒れ地を作ったが、逆にその場所でも育つ植物が侵入できるようになり、関東では山岳の岩場にしか生えないような植物がみられる。
このため、オキナグサなど関東地方に分布する草原性の植物の約24%が生育する。植物以外にもトンボ類、ゲンジボタル、ジャノメチョウなど、環境省指定の絶滅危惧種27種、千葉県指定絶滅危惧種109種を含む多様な生き物の生態系が成り立ち、また、ノウサギやネズミ類などのげっ歯類が多く棲息し、それらを餌にする希少種であるホンドギツネが生息し、コミミズクも越冬する。

## 評価
日本各地において20世紀後半から草地環境が激減している中で、草深原は生物多様性のホットスポットとなった。
日本自然保護協会の高川晋一（農学博士、保全生態学）は、「県有地で人が入らず、草刈りされているため森にもならないなど人為的要素が重なって成立した」と考え、また、「駅から徒歩圏内に国立公園級の生態系があるのは、驚嘆に値する」と評価している。
また、東京農工大学准教授の金子弥生（野生動物保護学）は、草深原にキツネが棲息するなぞについて、「千葉県は、本州の中で例外的にキツネが少なく、また個体群への分散個体の供給源は、西部は東京大都心によりさえぎられているため、北部の茨城県から利根川を超えて渡ってくるしかない。そうふけっぱら（草深原）でも、長い間キツネは見られなかったそうなので、開発によりいったん動物の地域絶滅が起こった後に、長い時間をかけてもどってきたのだろう」と解説している。
さらに、現在の草深原について、江戸時代の小金牧（将軍の馬の牧場）に似た、歌川広重の浮世絵のような風景、もしくは草原のあちこちで小さな水たまりが見られるようなかつての北総台地の典型的な景色が広がっている、と考えている人もいる。
こういった事情（理由）のため、草深原は「奇跡の原っぱ」とも呼ばれている。

## 開発再開の動きと保全運動
URは政府がほぼ全額出資しているが、2012年、会計検査院の調査を受け、大量の未利用地を抱える状況を改善するよう求められた。同時に、UR（都市再生機構）の開発事業の終了期限が2014年3月末に迫り、未開発のまま土地を抱えておくことができなくなった事情を抱えた。
工事の本格的な再開が見込まれたことをうけ、日本自然保護協会と亀成川を愛する会では、地元の37の団体の賛同も得て、この場所の生態系の保全と土地利用計画の見直しを求める要望書をURと千葉県に提出した。
しかし会計検査院の調査直後の2012年11月、URは40年ぶりに宅地造成を再開し、まずは草地の南側の樹林（森）を伐採した。
その森は、フクロウやキンランといった希少種が見られた場所であった。
このURの開発再開について、地元からは「売れるあてがないのに、なぜ造成をごり押しするのか」との批判が上がった。
亀成川を愛する会と日本自然保護協会は、この事態をうけて2013年2月に緊急シンポジウムを開催し、また3月に保全をもとめる要望書を提出した。
その際、専門家から寄せられた評価（抄）は以下である。
2013年6月13日には、日本の研究者で組織する日本生態学会や日本植物分類学会、及び千葉県生物学会の 3学会が、造成の一時中断や草原の保全などの要望を UR理事長、千葉県知事森田健作、千葉県企業庁長、印西市長宛に申し入れた。以下は日本生態学会の要望書（妙）である。
この際に、東邦大学理学部准教授の西廣淳（にしひろじゅん、保全生態学）は「関東地方で保全すべき草地を1カ所あげるとすれば、この地域だ」との見解を示した。
ほかに、日本自然保護協会と地元の市民団体も要望書を提出した。
一方、UR千葉ニュータウン事業本部は「事業終了期限の2014年3月までに造成を終えたい」とした。
このため、地元の市民団体が草深原の環境保全を目指す署名活動を行い、2013年8月までに、およそ8000筆を集めた。
また、東京農業大学元学長の進士五十八は、解決策として、狭山丘陵のトトロの森で行われた、市民が寄付を集めて土地を買い取るナショナル・トラスト（国民環境基金）方式もあり得ると語った。しかし当地は都市開発が進められる予定である市街化区域ということもあり、土地の値段が極めて高く、トラスト費用は数十億円必要となることからも実施されていない。
なお一部では市民によるトラストが行われているという報道もあるが、これは誤りである。
2012年6月から8月にかけて、全国の新聞やテレビで関連報道が続いた。URは番組上で「2014年3月までは工事を行わない」との回答を行ったと報道されている。

## その後
延期になっていた開発が2014年に再開され、駅に近い地域は住宅地となった。また、2017年には入札が実施され大手住宅メーカーが落札、工業団地「D-Project Industry千葉ニュータウン」として開発が行われている。

## 呼称・逸話
呼び名：「そうふけばら」、通称「そうふけっぱら」。
印西町時代に収録された民話に『そうふけっぱらのきつね』というものがあり、物語（民話）は「ひれ〜 ひれ〜 あの草深原がまだいちめん雑木林で覆われていたころの話」で始める。